# バラが咲いた
「バラが咲いた」（バラがさいた）は、マイク眞木が歌ったフォークソング。1966年にシングル盤レコードが発売された。

## 解説
本曲は浜口庫之助が、サン＝テグジュペリの童話『星の王子さま』の薔薇をテーマにした一節からモチーフを得て作詞・作曲したと言われる。また本曲のレコード原盤は、日本ビクター（現：JVCケンウッド）が新興楽譜出版社（現在のシンコーミュージック・エンタテイメント）に依頼して制作した楽曲でもあり、結果的に本曲が日本のレコード業界における原盤権の確立、作家専属制度の崩壊に繋がった。
本曲は、浜口がジョニー・ティロットソン向けに書き下ろした曲だったが、新興楽譜出版社の草野昌一が眞木のデビュー曲として見出し、浜口を口説いて譲り受け、ティロットソンと眞木の競作の形で発売された。
なお、本曲のレコード・ジャケットには『日本のモダンフォークがうまれた!』とキャッチフレーズが付されていたが、本曲のヒットが契機となって日本の音楽界にフォーク・ソングブームが広がっていくこととなる。
本曲のヒットにより、眞木は1966年の『第17回NHK紅白歌合戦』に初出場し、リュートを手に歌唱した。
1968年時点での累計売上は80万枚。
NHKの『みんなのうた』『歌のメリーゴーラウンド』『歌はともだち』などでも歌われた。
1993年から、ロシア・サンクトペテルブルクにあるロシア国立第83中等学校の校歌に採用されている。同校の副校長で日本語教師のバレンチーナ・カリーニナが大学3年生のときに同曲を知り、気に入ったことが採用のきっかけとなった。日本語原詞、生前に浜口自らが訳した英語歌詞、カリーニナが訳したロシア語歌詞の3種が歌われている。
1996年にヤマヒサのコマーシャルソングに起用された。
2006年には、「バラが咲いた」のアンサーソングとして、「ありがとう〜こころのバラ〜」が発表され、『みんなのうた』で放送された。2006年9月6日に日本クラウンからシングルとして発売。                          
2016年9月1日からは、東日本旅客鉄道（JR東日本）常磐線・石岡駅の1番線において発車メロディとして使用されている。

### みんなのうた版
本曲はNHKのテレビ・ラジオ番組『みんなのうた』で1966年6月から7月に放送されている。『みんなのうた』での放送後、視聴者からの楽譜の希望が多かった曲の一つである。
『みんなのうた』バージョンの方は、マイク眞木と西六郷少年少女合唱団による合唱スタイルを採っている他、オリジナルバージョンとは歌詞が若干異なっている（オリジナル版の2番の歌詞の一部を、『みんなのうた』版では1番、2番でリフレインしている）。
現在NHKには映像は存在しないが、音声は存在している。2020年8月から9月まで、54年ぶりにラジオのみで再放送された。半年後の2021年4月にもラジオのみで再放送。

## 収録曲
- オリジナルバージョン（フィリップス・レコード/日本ビクター SFL-1）

1. バラが咲いた
作詞／作曲：浜口庫之助　編曲：小杉仁三
2. 歌おうよ 叫ぼうよ
作詞／作曲：日高義
歌唱：マイク眞木

- みんなのうたバージョン（フィリップス・レコード/日本ビクター SFL-1055）

1. バラが咲いた
作詞／作曲：浜口庫之助　編曲：菊川迪夫
歌唱：マイク眞木&西六郷少年少女合唱団
2. あふれる若さ
作詞：片岡輝 作曲：G.グルーバー
歌唱：西六郷少年少女合唱団

## ジョニー・ティロットソン版
マイク眞木がこの曲を発売したのと同じ1966年、競作の形でジョニー・ティロットソンが英語と日本語で歌唱し、シングルとして発売した。英題は「BARA GA SAITA (LIKE A ROSE)」。

### 収録曲
- MGM（日本グラモフォン）DM-1075

1. LIKE A ROSE（英語盤）
作詞／作曲：浜口庫之助
2. バラが咲いた（日本語盤）
作詞／作曲：浜口庫之助

## カバー
バラが咲いた
- 松本和子、コロムビアゆりかご会 - 日本コロムビアの童謡集に収録。編曲：田辺信一[注 2]
- 有村祐輔、東京マイスタージンガー、西六郷少年少女合唱団 - 1967年、アルバム『歌のメリーゴーラウンド 第3集』（日本コロムビア KKS-4005）に収録。その後も日本コロムビアの童謡集に収録されることがある[注 3]。
- 舟木一夫 - 1976年、アルバム『花もよう』に収録。
- 芹洋子 - 1982年、アルバム『美しい日本の歌 幸福のプレゼント』に収録。
- 三田寛子 - 1986年、アルバム『少年たちのように』に収録。
- 安田祥子・由紀さおり - 1991年、アルバム『あの時、この歌 第4集』に収録。
- しゅうさえこ、デューク・エイセス - 1996年、アルバム『マジック サンドイッチ I 〜いいうた みつけた〜』に収録。
- ビリーバンバン - 2017年、アルバム『オールタイムベスト 45th Anniversary ～to the future～』に収録。

## 「バラが咲いた」を取り上げた文献・資料
- さきたま抄　埼玉新聞（2018年５月28日）